# Клембановиці (Легницький повіт)
Клембановиці (пол. Kłębanowice) — село в Польщі, у гміні Легницьке Поле Легницького повіту Нижньосілезького воєводства.
Населення — 139 осіб (2011).
У 1975-1998 роках село належало до Легницького воєводства.

## Демографія
Демографічна структура станом на 31 березня 2011 року:
|          | Загалом | Допрацездатний вік | Працездатний вік | Постпрацездатний вік |
| -------- | ------- | ------------------ | ---------------- | -------------------- |
| Чоловіки | 73      | 10                 | 52               | 11                   |
| Жінки    | 66      | 11                 | 36               | 19                   |
| Разом    | 139     | 21                 | 88               | 30                   |